# Dolmen de Lo Pou
Le dolmen de Lo Pou est un dolmen situé sur la commune d'Eyne, dans le département des Pyrénées-Orientales.

## Description
Le dolmen a été construit au sud d'un chaos naturel constitué de blocs de granite formant un petit promontoire. Le dolmen Lo Pou (« le puits » en catalan) est un quadrilatère de 1,50 m de côté. Les côtés nord et ouest sont délimités par des orthostates alors que les côtés sud et est sont fermés par des petits murets en pierres. Le tumulus est de forme ovalaire (9 m de long dans son axe le plus grand), il a été endommagé dans sa partie sud par la mise en culture des lieux.
Le fond de la chambre comporte une petite construction de type foyer formé de pierres plates disposées en cercle.

## Matériel archéologique
Le tamisage du fond de la chambre a permis de recueillir des tessons de poteries modelées, dont certains comportant un décor d'impressions circulaires associées à des lignes incisées. Des fragments de vases à fond plat ont été attribués à l'Âge du bronze ancien à moyen. La datation au carbone 14 des charbons de bois découverts dans le foyer indique une période comprise entre 3030 av. J.-C. et  2645 av. J.-C..